# Nicolás Fernández de Moratín
Nicolás Fernández de Moratín (Madrid, 20 de julio de 1737 – Ibid., 11 de mayo de 1780) fue un poeta, prosista y dramaturgo español, padre del también dramaturgo Leandro.

## Biografía
Nació en Madrid, en el seno de una familia hidalga, de origen asturiano. Estudió en La Granja (Segovia) y en el colegio de los jesuitas en Calatayud, y posteriormente Derecho en la Universidad de Valladolid. Ejerció la abogacía en Madrid y entró al servicio de la reina Isabel de Farnesio como ayuda de guardajoyas. 
Fue miembro de la tertulia de la Fonda de San Sebastián, a la que también asistían José Cadalso, Tomás de Iriarte e Ignacio López de Ayala y donde solo se permitía hablar de «teatro, toros, amores y versos». Fue socio también de la Real Sociedad Económica de Amigos del País de Madrid, y de la Academia Romana de los Árcades con el sobrenombre de "Flumisbo Thermodonciaco". Desde 1773 desempeñó la cátedra de Poética del Colegio Imperial de Madrid.
En 1764, para dar a conocer sus versos, publicó el periódico El Poeta. Al año siguiente publicó un extenso poema didáctico, de tema cinegético, titulado La Diana o arte de la caza. Fue probablemente a principios de la década siguiente cuando compuso otro poema didáctico, de tono burlesco, el Arte de las putas o Arte de putear, que circuló manuscrito, y fue publicado por primera vez en 1898, más de cien años después de su muerte.
Su obra teatral comprende una comedia, La petimetra (1762), y tres tragedias: Lucrecia (1763), Hormesinda (1770) y Guzmán el Bueno (1777). Concebía el teatro, dentro de los ideales del neoclasicismo, como escuela de formación ética, y participó en las controversias que en la época tuvieron lugar sobre el teatro clásico español en sus tres folletos Desengaños al teatro español (1762–3).
Moratín es el iniciador de la poesía taurina reconocida como un género o subgénero preciso dentro de la poesía del siglo XVIII, un género que alcanzaría su punto álgido en el siglo XX conocido como el «siglo de oro de la poesía taurina» en el que casi todos los poetas de la generación del 27 escribieron sobre tauromaquia, a favor de ella o en contra. Uno de sus poemas más conocidos es el titulado «Fiesta de toros en Madrid», escrito en quintillas. Dedicó una oda pindárica al torero Pedro Romero titulada Canción a Pedro Romero, donde muestra un estilo popular, fluido y sencillo. Sobre el tema taurino escribió también, en prosa, el folleto Carta histórica sobre el origen y progresos de las fiestas de toros en España (1777). Póstumo apareció, editado por su hijo, su poema heroico Las naves de Cortés destruidas (1785), compuesto en 1777 para un concurso de la Real Academia, pero que no obtuvo ningún premio. El propio Leandro volvió a editar en Barcelona en 1821 unas Obras póstumas de su padre muy retocadas por él.

## Un epigrama
De entre sus epigramas, se popularizaría el titulado «Saber sin estudiar»:

Admiróse un portugués 
 de ver que en su tierna infancia
todos los niños en Francia
supiesen hablar francés.
«Arte diabólica es»,
dijo, torciendo el mostacho,
«que para hablar en gabacho
un fidalgo en Portugal
llega a viejo y lo habla mal;
y aquí lo parla un muchacho».